# Chválovec
Rybník Chválovec o výměře 7,16 ha se nalézá asi 1,1 km jižně od centra obce Chrášťovice v okrese Strakonice. Rybník je využíván pro chov ryb.

## Galerie

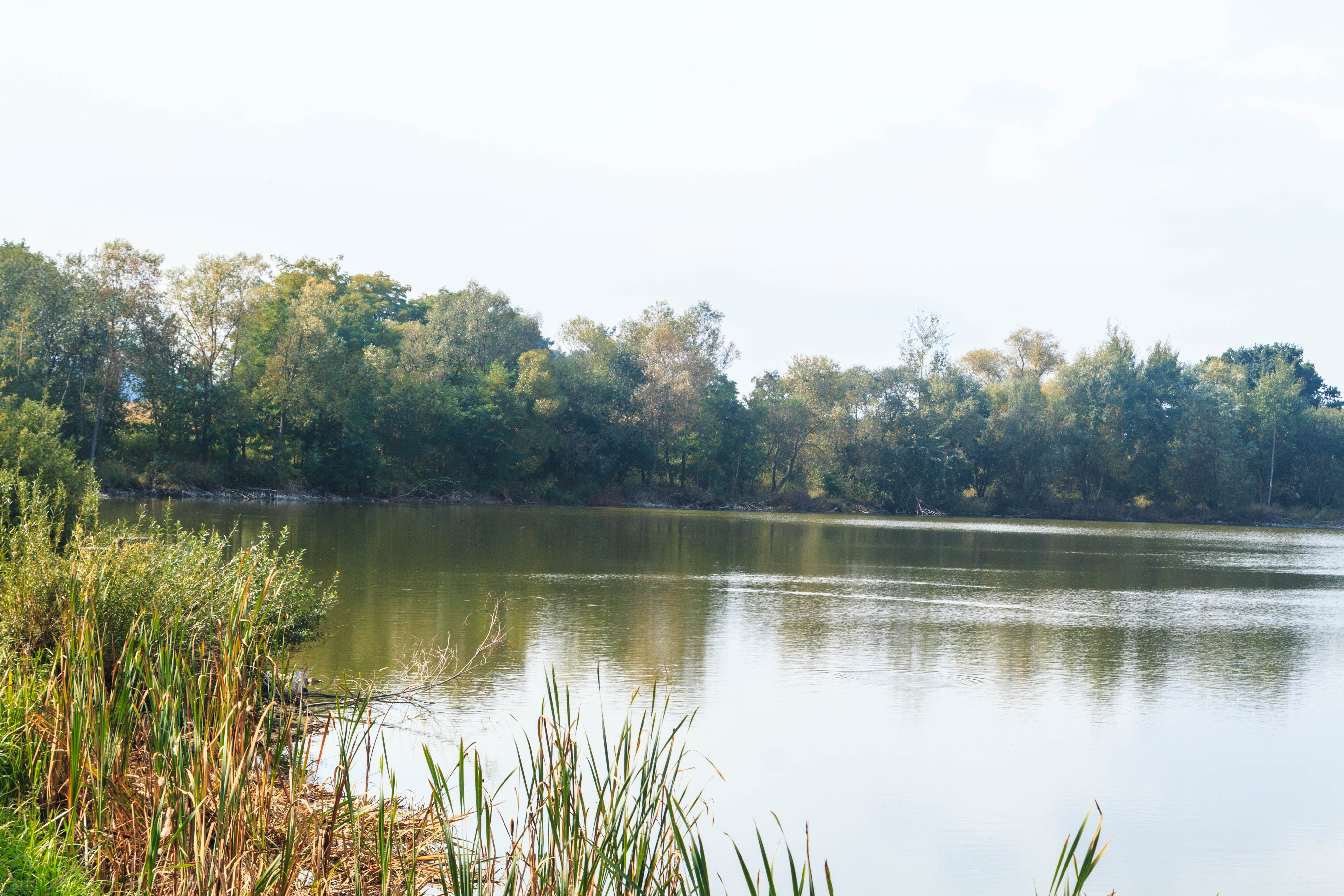
Rybník Chválovec u Chrášťovic
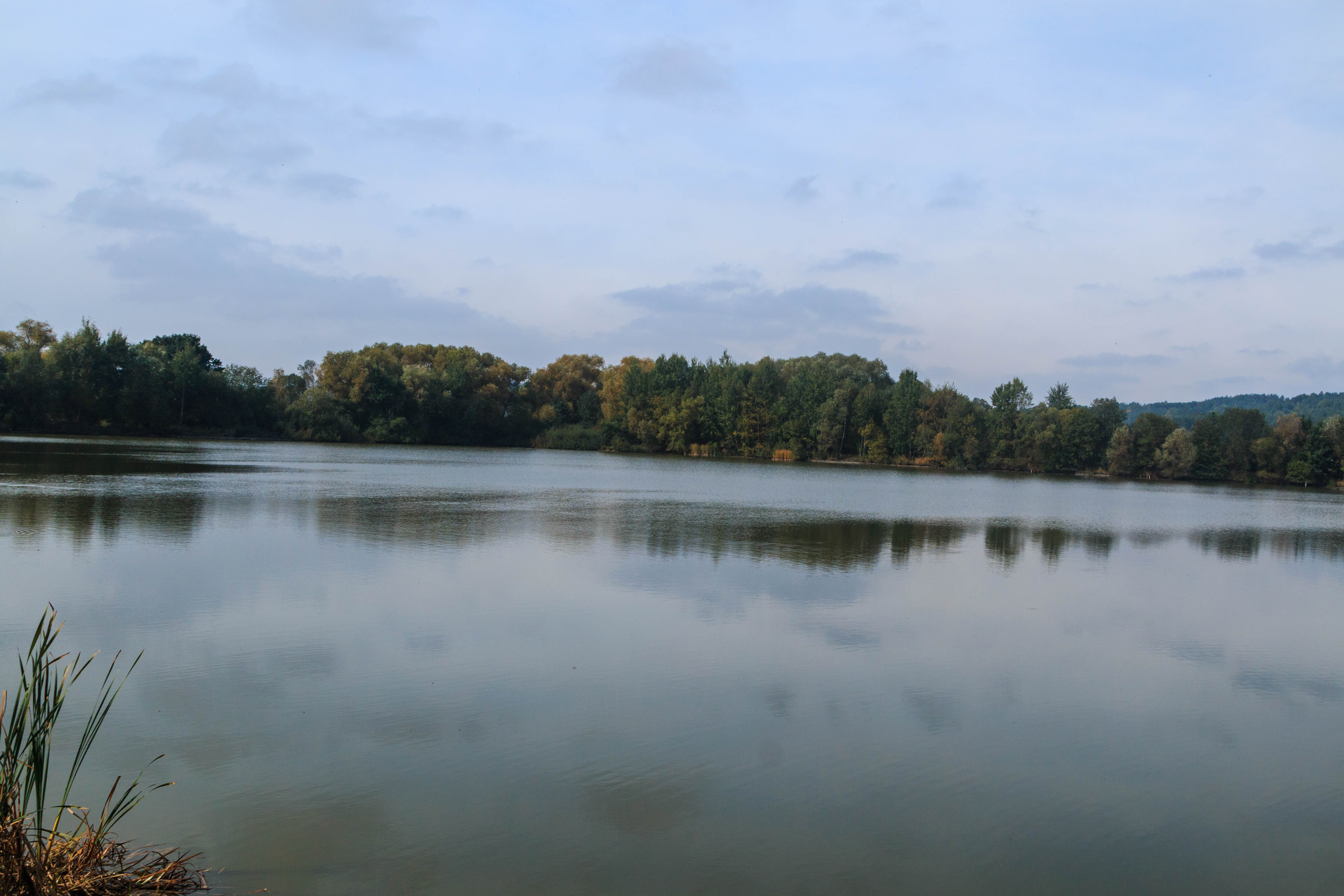
Rybník Chválovec u Chrášťovic
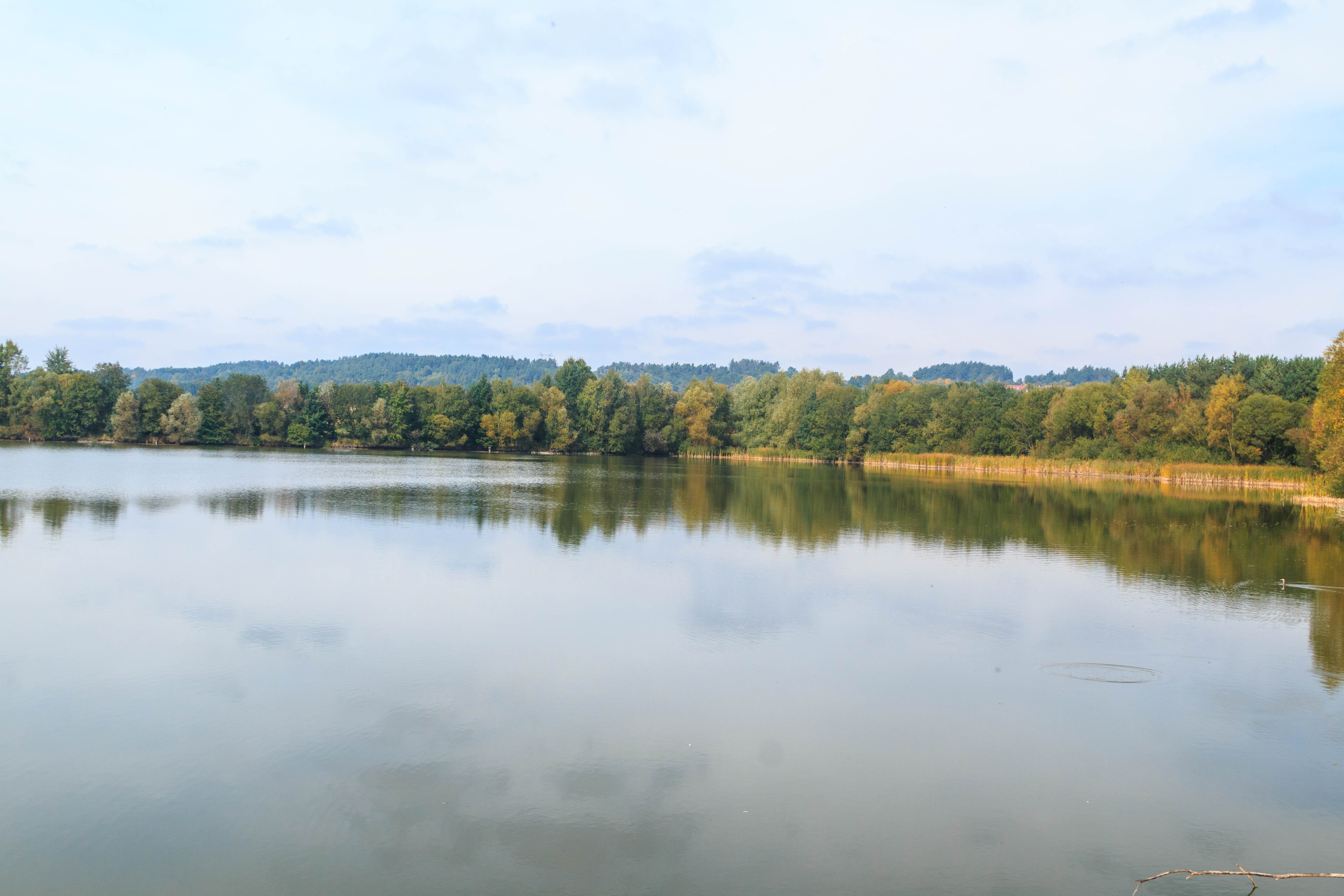
Rybník Chválovec u Chrášťovic